# Anneau local
En mathématiques, et plus particulièrement en algèbre commutative, un anneau local est un anneau commutatif possédant un unique idéal maximal. En géométrie algébrique, les anneaux locaux représentent les fonctions définies au voisinage d'un point donné.

## Critères
Pour tout anneau A, les propriétés suivantes sont équivalentes :
- A est local ;
- ses éléments non inversibles forment un idéal (qui sera alors l'idéal maximal de A[1] et coïncidera avec son radical de Jacobson) ;
- ses éléments non inversibles appartiennent à un même idéal propre[2] ;
- pour tout élément a de A, soit a soit 1 – a est inversible[1],[2] ;
- pour tout élément a de A, soit a soit 1 – a est inversible à gauche[1],[2] ;
- il existe un idéal maximal M tel que pour tout élément a de M, 1 + a est inversible[3].

## Définitions
Le quotient d'un anneau local A par son unique idéal maximal s'appelle le corps résiduel de A.
Un homomorphisme d'anneaux locaux {\displaystyle f:A\to B} est un morphisme d'anneaux qui envoie l'idéal maximal de {\displaystyle A} dans celui de {\displaystyle B}.
Remarque : Pour certains auteurs, un anneau ayant un unique idéal maximal est appelé quasi-local, réservant ainsi le nom d'anneaux locaux aux anneaux quasi-locaux noethériens. Mais cette convention est peu répandue.

## Exemples
- Pour tout nombre premier p et tout entier n ≥ 1, l'anneau ℤ/pnℤ est local (d'idéal maximal constitué des multiples de p).
- Plus généralement, un anneau non nul dans lequel tout élément non inversible est nilpotent est local[5] (et l'idéal maximal est le seul idéal premier).
- Les anneaux principaux locaux sont :
  - les corps commutatifs (d'idéal maximal nul) ;
  - les anneaux de valuation discrète, comme l'ensemble ℤ(p) des rationnels de dénominateur non divisible par un nombre premier p fixé (d'idéal maximal pℤ(p)).
- Plus généralement, tout anneau de valuation est local.
- L'anneau des germes des fonctions holomorphes à n variables à l'origine (0,…,0) est un anneau local dont l'idéal maximal est constitué des germes de fonctions holomorphes nulles à l'origine. On peut aussi remplacer les fonctions holomorphes par les fonctions de classe Ck pour un entier naturel fixé k.

## Constructions
Le procédé de localisation fait apparaître de façon naturelle des anneaux locaux. En effet, si P est un idéal premier de A, alors le localisé AP de A par rapport à la partie multiplicative A \ P est un anneau local, d'idéal maximal engendré par l'image de P dans AP. L'exemple ℤ(p) ci-dessus est la localisation de ℤ en l'idéal premier pℤ.
Le quotient d'un anneau local par un idéal propre est encore un anneau local.
Pour tout anneau local A et tout ensemble I, l'anneau A[[(Xi)i∈I]] des séries formelles en les Xi et à coefficients dans A est local (d'idéal maximal engendré par les Xi et l'idéal maximal de A).

## Propriétés
Dans un anneau local, tout idéal inversible est principal.
Tout anneau intègre local et de Prüfer (en) est un anneau de valuation.
Dans un anneau local, les seuls idempotents sont 0 et 1.
Un anneau commutatif unitaire est appelé un anneau semi-local (en) s'il ne possède qu'un nombre fini d'idéaux maximaux. La somme directe d'un nombre fini d'anneaux locaux est semi-locale. Si {\displaystyle S} est le complémentaire de la réunion d'un nombre fini d'idéaux premiers {\displaystyle P_{1},\ldots ,P_{n}} dans un anneau commutatif unitaire {\displaystyle A}, alors le localisé {\displaystyle S^{-1}A} est semi-local. Ses idéaux maximaux sont les idéaux engendrés par les images des {\displaystyle P_{i}} (on ne garde que les {\displaystyle P_{i}} contenus dans aucun autre {\displaystyle P_{j}}).